# Topologische groep
In de wiskunde zijn de topologische groepen tegelijkertijd groepen en topologische ruimten zodanig dat de groepsstructuur en de topologische structuur compatibel zijn. Concreet betekent dit voor een groep {\displaystyle (G,*)} dat de vermenigvuldiging en de inversie continu zijn.
In deze definitie wordt de vermenigvuldiging opgevat als een afbeelding van het Cartesisch product {\displaystyle G\times G}, uitgerust met de producttopologie, naar {\displaystyle G} zelf.
Veel auteurs eisen dat {\displaystyle G} als topologische ruimte een Hausdorff-ruimte is.
De continuïteit van zowel vermenigvuldiging als inversie kan worden samengevat in de eis dat de afbeelding
{\displaystyle G\times G\to G:(x,y)\mapsto xy^{-1}}
continu is.

## Voorbeelden
- De reële rechte voorzien van de optelling is een abelse groep. Hierbij is de inversie gewoon de tekenwisseling, of nog, de vermenigvuldiging met min een. Deze twee bewerkingen zijn continu voor de standaardtopologie op de reële rechte. In het bijzonder hebben we een abelse topologische groep. Op een geheel analoge manier vormen de complexe getallen een abelse topologische groep voor de optelling.

- Beschouw de abelse groep {\displaystyle ({\mathbb {R} }_{0},.),} de vermenigvuldiging van reële getallen verschillend van 0. De bewerkingen (de vermenigvuldiging en de multiplicatieve inversie) zijn continu voor de standaardtopologie. In het bijzonder hebben we te maken met een topologische groep. Op een geheel analoge manier kunnen we {\displaystyle ({\mathbb {C} }_{0},.),} het complexe vlak zonder de oorsprong voorzien van de vermenigvuldiging en de standaardtopologie, bekijken als een topologische groep.

- De vorige twee voorbeelden zijn allebei Liegroepen. Elke Liegroep is vanzelf een topologische groep.

- Een afbeelding tussen discrete topologische ruimten is altijd continu, dus een discrete groep is een topologische groep.

- De triviale topologie {\displaystyle \{\emptyset ,G\}} maakt van de groepsbewerking en de inversie continue afbeeldingen, maar voldoet niet aan de Hausdorff-eigenschap als {\displaystyle G} meer dan 1 element heeft.

- Een topologische vectorruimte is een topologische groep voor de optelling van vectoren. De meeste auteurs nemen de Hausdorff-eigenschap op als onderdeel van de definitie van een topologische vectorruimte. Aangezien de studie van topologische vectorruimten meestal over oneindigdimensionale reële of complexe vectorruimten gaat, zijn dit geen Liegroepen in de traditionele zin.

## Constructies
Merk op dat eenzelfde groep verschillende topologische structuren kan dragen en dus in principe aanleiding kan geven tot veel verschillende topologische groepen. Veronderstel bijvoorbeeld dat de groep {\displaystyle (\mathbb {R} ,+),} de reële rechte van hierboven, is. Dan is dit zoals vermeld een topologische groep voor de standaardtopologie. Indien we echter de discrete topologie op {\displaystyle (\mathbb {R} ,+)} leggen, verkrijgen we zoals net vermeld werd, ook een topologische groep. Deze objecten worden niet als equivalente topologische groepen beschouwd hoewel de onderliggende groepen duidelijk gelijk zijn. Voor de definitie van equivalentie, zie hieronder. Tenzij het duidelijk is welke topologie er op de groep {\displaystyle (G,*)} ligt, is het aangeraden ook de topologie {\displaystyle T} in de notatie te vermelden: {\displaystyle (G,T,*).}
- Veronderstel dat {\displaystyle (G,T,*)} een topologische groep is en dat {\displaystyle H} een deelgroep is van {\displaystyle G.} Indien {\displaystyle H} voorzien wordt van de deelruimtetopologie {\displaystyle T_{H},} dan is {\displaystyle (H,T_{H},*)} een topologische groep. Zo vormt de optelling van rationale getallen {\displaystyle (\mathbb {Q} ,+)} een topologische deelgroep van {\displaystyle (\mathbb {R} ,+)} die niet discreet is en ook geen Liegroep.

- Veronderstel dat {\displaystyle (G,T,*)} een topologische groep is en dat {\displaystyle N} een normale deelgroep van {\displaystyle G} is. Indien de quotiëntgroep {\displaystyle G/N} van {\displaystyle G} door {\displaystyle N} voorzien wordt van de quotiënttopologie {\displaystyle T_{G/N},} dan is dit een topologische groep in de zin dat de groepsbewerking en de inversie continue afbeeldingen zijn. De Hausdorff-eigenschap voor de quotiëntruimte is gelijkwaardig met de eis dat de normale deelgroep ook gesloten is in de topologie van {\displaystyle G.}

- Het direct product van twee topologische groepen, gedefinieerd als de directe som van de groepen uitgerust met de producttopologie, is opnieuw een topologische groep.

## Morfismen
- Een morfisme van een topologische groep (G,TG,*) naar een topologische groep (H,TH,.) is een morfisme van groepen van G naar H dat continu is voor de gegeven topologieen.

- Een isomorfisme van een topologische groep (G,TG,*) met een topologische groep (H,TH,.) is een morfisme van topologische groepen zodanig dat er een invers morfisme van topologische groepen bestaat. Concreet betekent dit: een isomorfisme van groepen dat tegelijkertijd een homeomorfisme van topologische ruimten is.

Beschouw nogmaals de twee voorbeelden van hierboven: (R,+) en (R0,*), met de evidente topologie. De exponentiële afbeelding van de eerste topologische groep naar de tweede, is een continu morfisme van groepen. De logaritmische afbeelding van de tweede naar de eerste, is ook een continu morfisme van groepen. Bovendien zijn deze exponentiële en  logaritmische afbeeldingen elkaars inverse. In het bijzonder hebben we te maken met isomorfismen van topologische groepen.

## Eigenschappen
In een topologische groep zijn de topologische en de algebraïsche structuren compatibel. Het is dus te verwachten dat ze elkaar gaan beïnvloeden, en dit is ook zo. Beschouw bijvoorbeeld de volgende elementaire eigenschappen van topologische groepen:
- De samenhangende component die het neutrale element bevat, is een normale deelgroep die zelfs gesloten is.

- Topologische groepen zien er in elk punt hetzelfde uit: elke translatie geeft een homeomorfisme van de groep. (Indien de groep niet abels is, hoeven de linker en de rechter translaties niet overeen te komen.) Ook de inversie geeft een homeomorfisme van de groep met zichzelf.

- Voor topologische groepen is de fundamentaalgroep altijd abels.

## Noodzaak van de Hausdorff-eigenschap
De eis dat {\displaystyle (G,T)} een Hausdorff-ruimte ({\displaystyle T_{2}}) is, kan zonder beperking worden verzwakt tot de Kolmogorov-eis {\displaystyle T_{0}}; er geldt zelfs:
Zij {\displaystyle (G,T,*)} een groep met continue bewerkingen die aan het Kolmogorov-axioma {\displaystyle T_{0}} voldoet. Dan is {\displaystyle (G,T)} ook volledig regulier ({\displaystyle T_{3{1 \over 2}}}) en dus zeker Hausdorff.
Zij {\displaystyle (G,T,*)} een lokaal compacte groep die aan het Kolmogorov-axioma {\displaystyle T_{0}} voldoet. Dan is {\displaystyle (G,T)} paracompact en dus ook normaal ({\displaystyle T_{4}}).
Er bestaan topologische groepen die niet normaal zijn.